# FIL Juniorenweltcup Rennrodeln auf Naturbahn 2018/19
Der FIL Juniorenweltcup Rennrodeln auf Naturbahn 2018/19 begann am 2. Januar 2019 im steirischen Winterleiten (AUT) bei Judenburg/Obdach und endete am 10. Februar 2019 in Oberperfuss (AUT). Höhepunkt der Saison war die 35. FIL-Naturbahnrodel-Junioreneuropameisterschaft vom 22. bis zum 24. Februar 2019 in Umhausen (AUT).

## Damen-Einsitzer

### Ergebnisse
| Datum                          | Ort                 | Siegerin           | Zweite             | Dritte             |
| ------------------------------ | ------------------- | ------------------ | ------------------ | ------------------ |
| 2. bis 3. Januar 2019          | Obdach-Winterleiten | Lisa Walch         | Daniela Mittermair | Nadine Staffler    |
| 5. bis 6. Januar 2019          | Seiseralm           | Daniela Mittermair | Nadine Staffler    | Lisa Walch         |
| 19. Januar bis 20. Januar 2019 | Laas                | Nadine Staffler    | Lisa Walch         | Daniela Mittermair |
| 9. bis 10. Februar 2019        | Oberperfuss         | Lisa Walch         | Daniela Mittermair | Nadine Staffler    |

### Weltcupstand
Endstand
| Rang | Name               | Punkte |
| ---- | ------------------ | ------ |
| 01   | Lisa Walch         | 355    |
| 02   | Daniela Mittermair | 340    |
| 03   | Nadine Staffler    | 325    |
| 04   | Anastasiya Slyusar | 217    |
| 05   | Riccarda Ruetz     | 207    |
| 06   | Lea Stangl         | 201    |
| 07   | Vanessa Markt      | 195    |
| 08   | Manuela Rubatscher | 175    |
| 09   | Sarah Schiller     | 145    |
| 10   | Julia Plowy        | 134    |

## Herren-Einsitzer

### Ergebnisse
| Datum                          | Ort                 | Sieger             | Zweiter            | Dritter             |
| ------------------------------ | ------------------- | ------------------ | ------------------ | ------------------- |
| 2. bis 3. Januar 2019          | Obdach-Winterleiten | Florian Markt      | Fabian Achenrainer | Florian Haselrieder |
| 5. bis 6. Januar 2019          | Seiseralm           | Florian Markt      | Fabian Achenrainer | Florian Haselrieder |
| 19. Januar bis 20. Januar 2019 | Laas                | Fabian Achenrainer | Daniel Gruber      | Florian Haselrieder |
| 9. bis 10. Februar 2019        | Oberperfuss         | Fabian Achenrainer | Daniel Gruber      | Florian Haselrieder |

### Weltcupstand
Endstand
| Rang | Name                 | Punkte |
| ---- | -------------------- | ------ |
| 01   | Fabian Achenrainer   | 370    |
| 02   | Daniel Gruber        | 285    |
| 03   | Florian Haselrieder  | 280    |
| 04   | Florian Markt        | 260    |
| 05   | Fabian Brunner       | 220    |
| 06   | Miguel Brugger       | 183    |
| 07   | Oliver Schiller      | 176    |
| 08   | Sebastian Feldhammer | 157    |
| 09   | Elias Gruber         | 152    |
| 10   | Lenko Myroslav       | 137    |

## Doppelsitzer

### Ergebnisse
| Datum                   | Ort                 | Sieger     | Sieger                              | Zweite     | Zweite                                   | Dritte      | Dritte                                   |
| ----------------------- | ------------------- | ---------- | ----------------------------------- | ---------- | ---------------------------------------- | ----------- | ---------------------------------------- |
| 2. bis 3. Januar 2019   | Obdach-Winterleiten | Osterreich | Fabian Achenrainer – Miguel Brugger | Osterreich | Maximilian Pichler – Matthias Pichler    | Russland    | Kirill Kravshuk – Viacheslav Kudriavtsev |
| 5. bis 6. Januar 2019   | Seiseralm           | Osterreich | Fabian Achenrainer – Miguel Brugger | Osterreich | Maximilian Pichler – Matthias Pichler    | Deutschland | Oliver Schiller – Simon Dietz            |
| 16. bis 17. Januar 2019 | Laas                | Osterreich | Fabian Achenrainer – Miguel Brugger | Russland   | Kirill Kravshuk – Viacheslav Kudriavtsev | Deutschland | Oliver Schiller – Simon Dietz            |
| 9. bis 10. Februar 2019 | Oberperfuss         | Osterreich | Fabian Achenrainer – Miguel Brugger | Osterreich | Maximilian Pichler – Matthias Pichler    | Ukraine     | Lenko Myroslav – Andrii Hirniak          |

### Weltcupstand
Endstand
| Rang | Name                                     | Punkte |
| ---- | ---------------------------------------- | ------ |
| 01   | Fabian Achenrainer – Miguel Brugger      | 400    |
| 02   | Kirill Kravshuk – Viacheslav Kudriavtsev | 275    |
| 03   | Maximilian Pichler – Matthias Pichler    | 255    |
| 04   | Oliver Schiller – Simon Dietz            | 250    |
| 05   | Myroslav Lenko – Ivan Lenko              | 165    |
| 06   | Blaz Mekina – Bine Mekina                | 250    |
| 07   | Oskar Malorny – Konrad Stano             | 250    |
| 08   | Miroslav Lenko – Andrii Hirniak          | 70     |
| 09   | Szymon Majdak – Konrad Stano             | 50     |
| 09   | Aleksei Khabibulin – Andrei Kaloshin     | 50     |